# Lasur-Stadion
Das Lasur-Stadion (bulgarisch стадион Лазур) ist eines der wenigen reinen Fußballstadien in Bulgarien sowie das modernste des Landes. Das Stadion befindet sich im gleichnamigen Stadtbezirk Lasur der Schwarzmeerstadt Burgas, nahe dem Stadtstrand und des Atanassow-Sees. Der FC Tschernomorez Burgas trägt wegen des Umbaus seines eigenen Stadions seine Heimspiele hier aus.

## Geschichte
Das erste Stadion wurde 1967 gebaut, jedoch in der Zeit von 1990 bis 1997 komplett erneuert und ausgebaut. Die offizielle Einweihung fand am 13. April 1997 mit dem Spiel FK Neftochimik – Lewski Sofia (4:1) statt. Das Stadion hieß bis 2002 „Neftohimik“, bis 2006 „Naftex“ und war bis 2009 Heimatstadion des FK Neftochimik. Seit 2009 ist es das Heimatstadion des Lokalrivalen FC Tschernomorez Burgas (siehe Die Ära Sabew) und trägt den heutigen Namen. Heute verfügt es über 18.037 Sitz- und 302 VIP-Plätze. Die Nord- und die Südtribüne sind überdacht und verfügen über 10.000 Sitzplätze und 11 abgetrennte Journalistenkabinen. 2003 wurde das Stadion saniert. Seit August 2008 verwendet man den gleichen Kunstrasen wie im Stade de Suisse in Bern. 2009 wurde das Stadion erneut teilsaniert. Dabei wurden die Sitze der Ersatzbänke und die VIP-Lounge mit Recaro-Sitzen komplett erneuert und die grünen Sitze im Stadion durch blaue ersetzt.
Das Lasur-Stadion ist das einzige Stadion in Bulgarien, das für Spiele aller Wettbewerbe der UEFA (UEFA Champions League, UEFA Europa League etc.), für Europa- und Weltmeisterschaftsqualifikationen der bulgarischen Nationalmannschaft sowie Spiele der bulgarischen Ligen lizenziert ist.
Auch andere Klubs nutzen für deren internationale Auftritte das Stadion, unter anderem Litex Lowetsch (z. B. für das Champions-League-Spiel gegen Spartak Moskau), Lokomotive Plowdiw (für das Champions-League-Spiel gegen FC Brügge und UEFA-Pokal-Spiele gegen OFK Belgrad und Bolton Wanderers) und Tscherno More Warna (für das UEFA-Intertoto-Cup-Spiel gegen Sampdoria Genua sowie Europa-League-Spiele, z. B. gegen PSV Eindhoven).
In der Saison 2010/11 kehrte der FC Neftochimik in sein ehemaliges Stadion zurück. Der Grund: für die Durchführung des Drittliga-Spieles gegen den ebenfalls traditionsreichen Botew Plowdiw im Dolno Eserowo-Stadion (max. Kapazität 2.000 Plätze) wollte die Polizei nicht die Verantwortung übernehmen. Das Spiel fand am 28. November 2010 statt und wurde von rund 10.000 Zuschauern besucht. Das Spiel brach somit den Zuschauerrekord für ein Drittligaspiel, das mit 1:2 von Botew gewonnen wurde.
Im Mai 2012 beschloss der Bulgarische Fußballverband, die Endspiele des bulgarischen Pokals und des Supercups zwischen der Saison 2011/12 und 2014/15 im Lasur-Stadion auszutragen.
2015 wurden in dem Stadion Spiele der U-17-Fußball-Europameisterschaft ausgetragen, darunter auch das Finale.